# Bahariasaurus ingens
Bahariasaurus ingens (lat. "reptil del oasis Baharia masivo") es la única especie conocida del posible género dudoso extinto Bahariasaurus de dinosaurio terópodo, el cual vivió a mediados del período Cretácico, hace aproximadamente 95 millones de años, en el Cenomaniense, en lo que es hoy África. Es un probable sinónimo de otro gran depredador del Cretáceo africano, Deltadromeus. Era un predador de gran tamaño que alcanzó unos 11 a 12 metros de largo y peso 2,5 toneladas. Se cree que cohabitó con varias formas de titanosaurianos, ya que se han encontrado mezclados los huesos de ambos grupos. Por lo tanto tenía una longitud similar a los grandes terópodos Tyrannosaurus y a los contemporáneos Carcharodontosaurus y Spinosaurus., pero su constitución era más grácil.
Bahariasaurus fue hallado en África en 1934 por Ernst Stromer, en la Formación Baharija de Egipto. Estos restos se perdieron durante los bombardeos de la Segunda Guerra Mundial. Luego se encontraron más restos en Agadez, Níger. La ubicación taxonómica de Bahariasaurus es incierta, originalmente fue clasificado como perteneciente a la familia Carcharodontosauridae y Tyrannosauroidea, aunque ahora se piensa que debe ser incluido dentro de Noasauridae. Existe también una hipótesis que afirma que este dinosaurio es simplemente una versión juvenil de Deltadromeus. En la descripción y análisis de 2016 de Aoniraptor, Bahariasaurus se colocó junto con Aoniraptor y Deltadromeus formando probablemente un clado todavía mal conocido de tiranosauroideos megaraptorianos   diferentes de Megaraptoridae.